# Plumerville, Arkansas
Plumerville là một thành phố thuộc quận Conway, tiểu bang Arkansas, Hoa Kỳ. Năm 2010, dân số của thành phố này là 826 người.

## Dân số
- Dân số năm 2000: 854 người.
- Dân số năm 2010: 826 người.